# Statler Hotel Detroit
El Detroit Statler Hotel (también conocido como Detroit Hilton Hotel) era un edificio ubicado en 1539 Washington Boulevard, frente al Grand Circus Park, entre el David Whitney Building y el Tuller Hotel en el Downtown de Detroit, Míchigan. Además de Washington Boulevard, el hotel también daba a Bagley Street y Park Avenue. Tenía 18 pisos: dieciséis pisos superiores y dos sótanos. Fue demolido en 2005.

## Historia
El hotel fue diseñado para la cadena Statler Hotels por George B. Post y Louis Rorimer en estilo georgiano, con elementos neorrenacentistas ingleses. La construcción, que duró apenas 18 meses, comenzó en 1914 y se completó en 1915. Durante sus primeros años, la demanda de hospedaje fue tan alta que se abrió un anexo con 200 habitaciones sobre el Boulevard Washington. El ilusionista Harry Houdini se alojó en el hotel en octubre de 1926, durante su última temporada en el cercano Teatro Garrick. 
El Detroit Statler fue renovado en 1937. En 1954, pasó a formar parte de la cadena Hilton Hotels junto con los demás hoteles Statler. Durante la década de 1960, Hilton modernizó y remodeló sus interiores. En 1974, la compañía cesó su gestión y el edificio pasó a denominarse Detroit Heritage Hotel, permaneciendo en funcionamiento solo un año más antes de ser abandonado en 1975.
En 2005, tras tres décadas de estar vacante, la Comisión del Distrito Histórico de Detroit aprobó su demolición. Una demanda presentada por grupos conservacionistas logró retrasar temporalmente el proceso, aunque finalmente no impidió la demolición.

## Lectura más lejana
- Hill, Eric J. and John Gallagher (2002). AIA Detroit: The American Institute of Architects Guide to Detroit Architecture. Wayne State University Press. ISBN 0-8143-3120-3.